# David H. Goodell
David Harvey Goodell, född 6 maj 1834 i Hillsborough i New Hampshire, död 22 januari 1915 i Antrim i New Hampshire, var en amerikansk politiker (republikan). Han var New Hampshires guvernör 1889–1891.
Goodell efterträdde 1889 Charles H. Sawyer som guvernör och efterträddes 1891 av Hiram A. Tuttle.